# Zúg a Volga
A Zúg a Volga (Oroszul: Эй, ухнем! átírva: Ej, uhnyem!  Magyarul körülbelül annyit tesz "Rajta, húzd meg!") egy orosz népdal, a volgai hajóvontatók dala. A hajóvontatás igen keserves fizikai munka volt, legtöbbször fegyencek végezték.
A dal Fjodor Ivanovics Saljapin világhírű orosz operaénekes előadásában: 

## Kotta és dallam

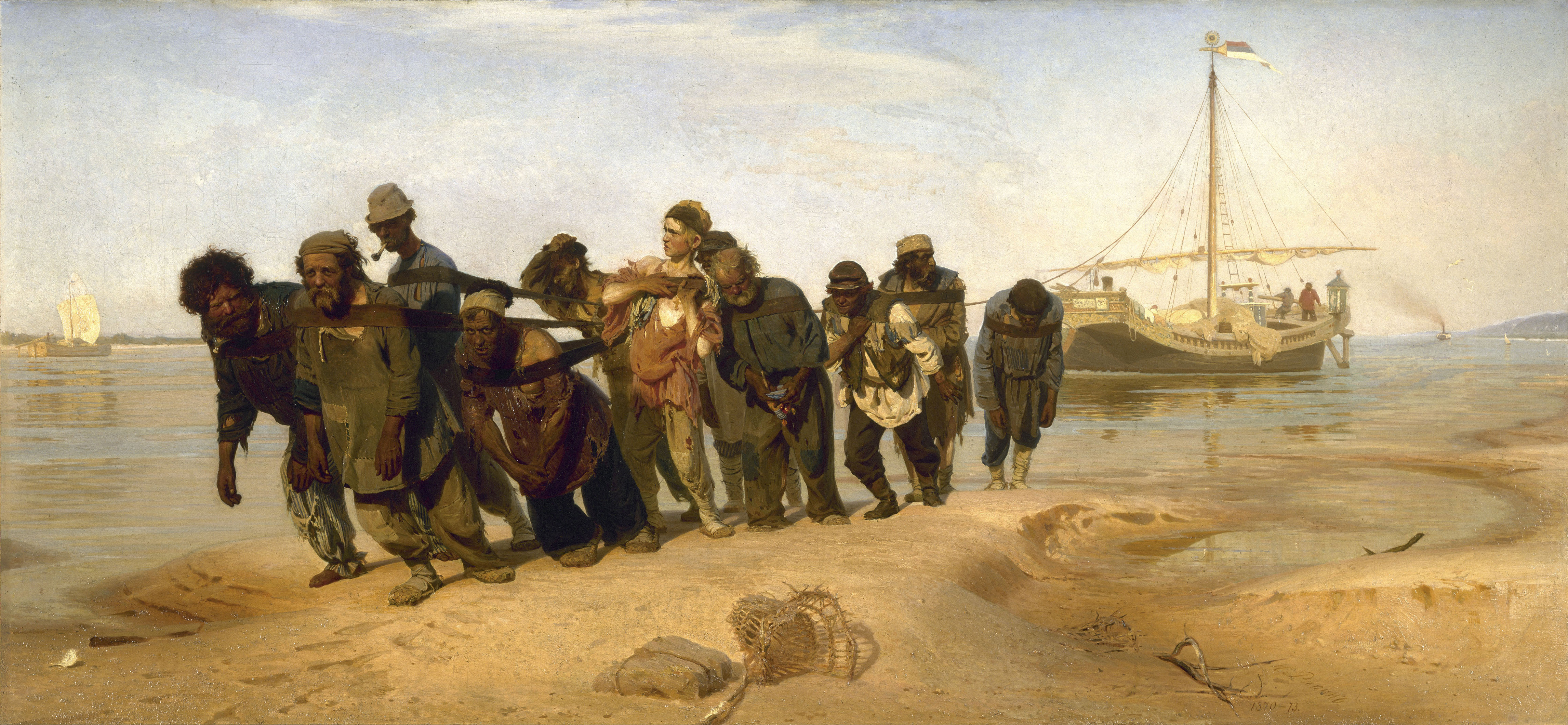
Hajóvontatók a Volgán. Ilja Jefimovics Repin festménye

| Zúg a Volga, sír a Volga, Súlyos gálya reng a habján. Hóban, szélben, napsütésben Csörg a lánc a Volga partján. Hosszú kínos év a kurta nap, Száll a gálya, sírva húz a rab. Tüske ha vérzi, már nem is érzi, Könnyes arca ó, be halvány. Zúg a Volga, sír a Volga... | Zúg a Volga, sír a Volga, Súlyos gálya reng felette. Árva, csüggedt életünket Láncon húzzuk mindörökre. Zúg a korbács, és a húsba csap, Száll a gálya, sírva húz a rab. Százfele vérzik, és pihenése Nincsen, csak a sírgödörben. Zúg a Volga, sír a Volga... |

## Felvételek
- Эй ухнем. Александров (Alekszandrov) kórus  YouTube (2015. július 30.)  (Hozzáférés: 2016. november 11.) (videó)
- Zúg a volga - Vár a rét. Németh István ének, a Magyar Néphadsereg Szimfonikus Zenekara, vezényel Sallay Imre  YouTube (1974. május 3.)  (Hozzáférés: 2016. november 11.) (audió) 5:00-ig.